# Charles Thomas Kowal
Charles Thomas Kowal (* 8. November 1940 in Buffalo; † 28. November 2011 in Cinebar, Washington) war ein US-amerikanischer Astronom, der zahlreiche Monde, Asteroiden und Kometen entdeckte.

## Leben und Karriere
Kowal entdeckte 1974/1975 die Jupitermonde Leda und Themisto, wobei Themisto zunächst wieder verloren ging und erst im Jahr 2000 wiedergefunden wurde. Im Jahr 1977 entdeckte er den ungewöhnlichen Asteroiden (2060) Chiron, der während seines letzten Perihel-Durchgangs eine 1991 entdeckte Koma entwickelte und daher eine zusätzliche Bezeichnung als kurzperiodischer Komet erhielt. Ebenso den Aten-Asteroiden (2340) Hathor, die Apollo-Asteroiden (1981) Midas, (2063) Bacchus, (2102) Tantalus und (5660) 1974 MA, die Amor-Asteroiden (4596) 1981 QB und (4688) 1980 WF sowie die Trojaner (2241) Alcathous und (2594) Acamas.
Kowal war ebenfalls Allein- bzw. Mitentdecker verschiedener Kometen, u. a. 99P/Kowal, 104P/Kowal, 134P/Kowal-Vavrova, 143P/Kowal-Mrkos und 158P/Kowal-LINEAR (das Objekt Chiron trägt zusätzlich die Bezeichnung 95P/Chiron). Zu seinen Leistungen gehörte auch die Entdeckung zahlreicher extragalaktischer Supernovae.
Am 27. Mai 2022 wurde ein Krater auf Pluto nach ihm benannt: Plutokrater Kowal.
| (1876) Napolitania | 31. Januar 1970    |               |
| (1939) Loretta     | 17. Oktober 1974   |               |
| (1981) Midas       | 6. März 1973       |               |
| (2060) Chiron      | 18. Oktober 1977   |               |
| (2063) Bacchus     | 24. April 1977     |               |
| (2102) Tantalus    | 27. Dezember 1975  |               |
| (2134) Dennispalm  | 24. Dezember 1976  |               |
| (2241) Alcathous   | 22. November 1979  |               |
| (2340) Hathor      | 22. Oktober 1976   |               |
| (2594) Acamas      | 4. Oktober 1978    |               |
| (2629) Rudra       | 13. September 1980 |               |
| (3163) Randi       | 28. August 1981    |               |
| (3924) Birch       | 11. Februar 1977   | mit E. Bowell |
| (4312) Knacke      | 29. November 1978  | mit S. J. Bus |
| (4596) 1981 QB     | 28. August 1981    |               |
| (4688) 1980 WF     | 29. November 1980  |               |
| (5660) 1974 MA     | 26. Juni 1974      |               |
| (24617) 1978 WU    | 29. November 1978  | mit S. J. Bus |
| (73669) 1981 WL2   | 25. November 1981  |               |